# Stazione di Volano
La stazione di Volano è una fermata ferroviaria dismessa posta sulla linea Bolzano-Verona. Serviva il centro abitato di Volano.

## Storia
La fermata era dotata di due binari.

## Strutture e impianti
L'impianto è dotato di due binari.